# منتخب بيرو لكرة الطائرة للسيدات
منتخب بيرو الوطني لكرة الطائرة للسيدات (بالإسبانية: Selección femenina de voleibol del Perú)‏ هو ممثل بيرو الرسمي في المنافسات الدولية في كرة طائرة في فئة كرة الطائرة للسيدات.